# ادوارد بنش
ادوارد بنش (به چکی: Edvard Beneš) (زادهٔ ۲۸ مهٔ ۱۸۸۴ – درگذشته ۳ سپتامبر ۱۹۴۸) سیاست‌مدار و رهبر سیاسی چکسلواکی که از ۱۹۲۱ تا ۱۹۲۲ نخست‌وزیر، و از ۱۹۳۵ تا ۱۹۴۸ رئیس‌جمهور چکسلواکی بود.

## زندگی
ادوارد بنش سیاستمدار اهل چکسلواکی، در شهری به نام کوژلانی به دنیا آمد. بعد از اتمام تحصیلاتش در رشته حقوق، استاد دانشگاه شد و از آنجا با توماش مازاریک بنیانگذار استقلال چکسلواکی آشنا شد. ادوارد بنش بعدها به ریاست جمهوری چکسلواکی رسید و بعد از پیروزی کودتا فوریه ۱۹۴۸، به علل سیاسی خودکشی کرد.

## جستارهای ویژه
- چکسلواکی
- کلمنت گوتوالد
- بهار پراگ
- حمله نیروهای پیمان ورشو به چکسلواکی